# Lietuvos sveikatos mokslų universitetas
Lietuvos sveikatos mokslų universitetas ("Litauens universitet för hälsovetenskaper"), LSMU, är ett medicinskt universitet i Kaunas i Litauen. Universitetet består av två delar: den medicinska akademin (tidigare Kaunas medicinska universitet) och veterinärakademin. Inom områdena medicin och hälsa erbjuder universitetet en rad olika utbildningsprogram samt en mängd vidareutbildningar. Det finns bland annat möjlighet att studera till yrken som farmaceut, läkare, tandläkare eller veterinär. Folkhälsovetenskap erbjuds också.
Skolan har två universitetssjukhus.

## Medicinska akademin
Den medicinska akademin grundades 1919 och har fem fakulteter:
- Medicin
- Tandvård
- Farmaci
- Omvårdnad
- Folkhälsa

## Veterinärakademin
Veterinärakademin har två fakulteter:
- Veterinärmedicin
- Djurhållningsteknik

## Svenska studenter
Universitetet är populärt bland svenska studenter som läser utomlands. Över 100 svenska studenter kommer in årligen och antalet ökar för varje år. Eftersom Litauen är medlem i EU kan studenter som läser till bland annat läkare, tandläkare eller veterinär börja jobba direkt efter att ha sökt antingen läkarlegitimation, tandläkarlegitimation eller veterinärlegitimation i Sverige. Studenter som läser till läkare behöver inte göra AT-tjänst om de väljer att flytta tillbaka till Sverige efter studierna. Från och med 1 juli 2021 måste alla studenter som inte gjort eller kommer att göra svensk AT för att få svensk läkarlegitimation genomföra bastjänstgöring (BT) som en del av specialiseringstjänstgöringen (ST) i och med utfasningen av AT-tjänsten (HSLF-FS 2021:8)

## Kritik i media
I oktober 2023 publicerades flera artiklar om systematisk fusk och allvarliga brister på östeuropeiska medicinska utbildningar, där läkarutbildningen vid LSMU var en av dem som blev kritiserade. 

## Organisationer vid LSMU
Studentkårerna: KIMSU, Ave vita, SOA, SMD, LSMU:s kör "Neris", LiMSA, Fraternitas Lituanica, Gaja, SFD, VASA, Juventus, Džigūnas, Kupolė.

## Bildgalleri

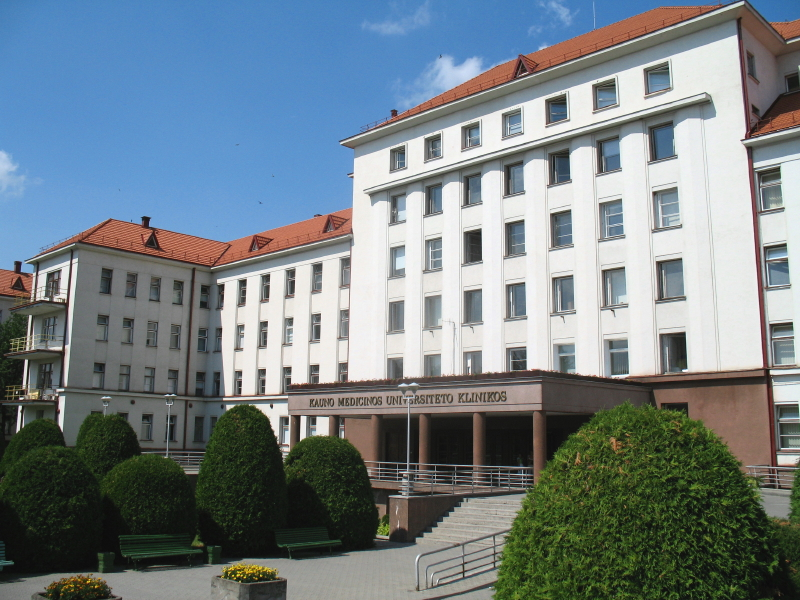
Universitetssjukhusets huvudbyggnad.
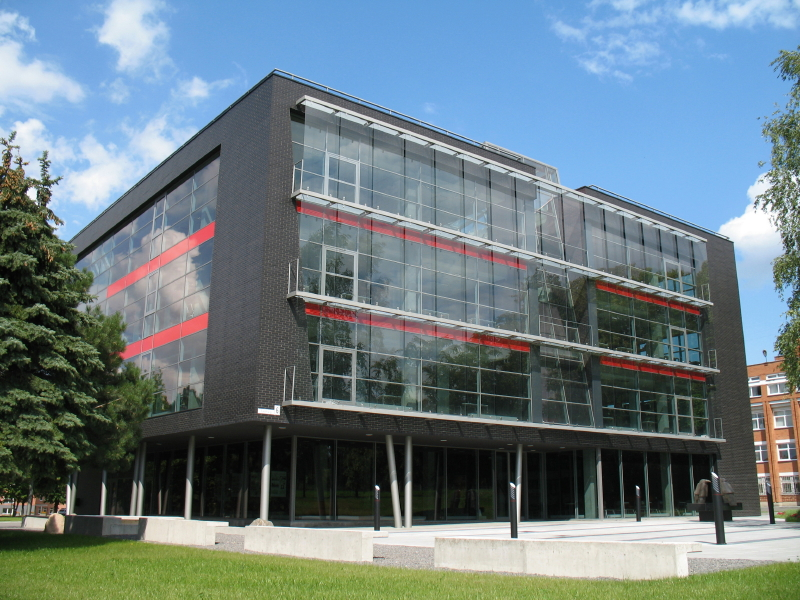
LSMU:s bibliotek och informationscenter.
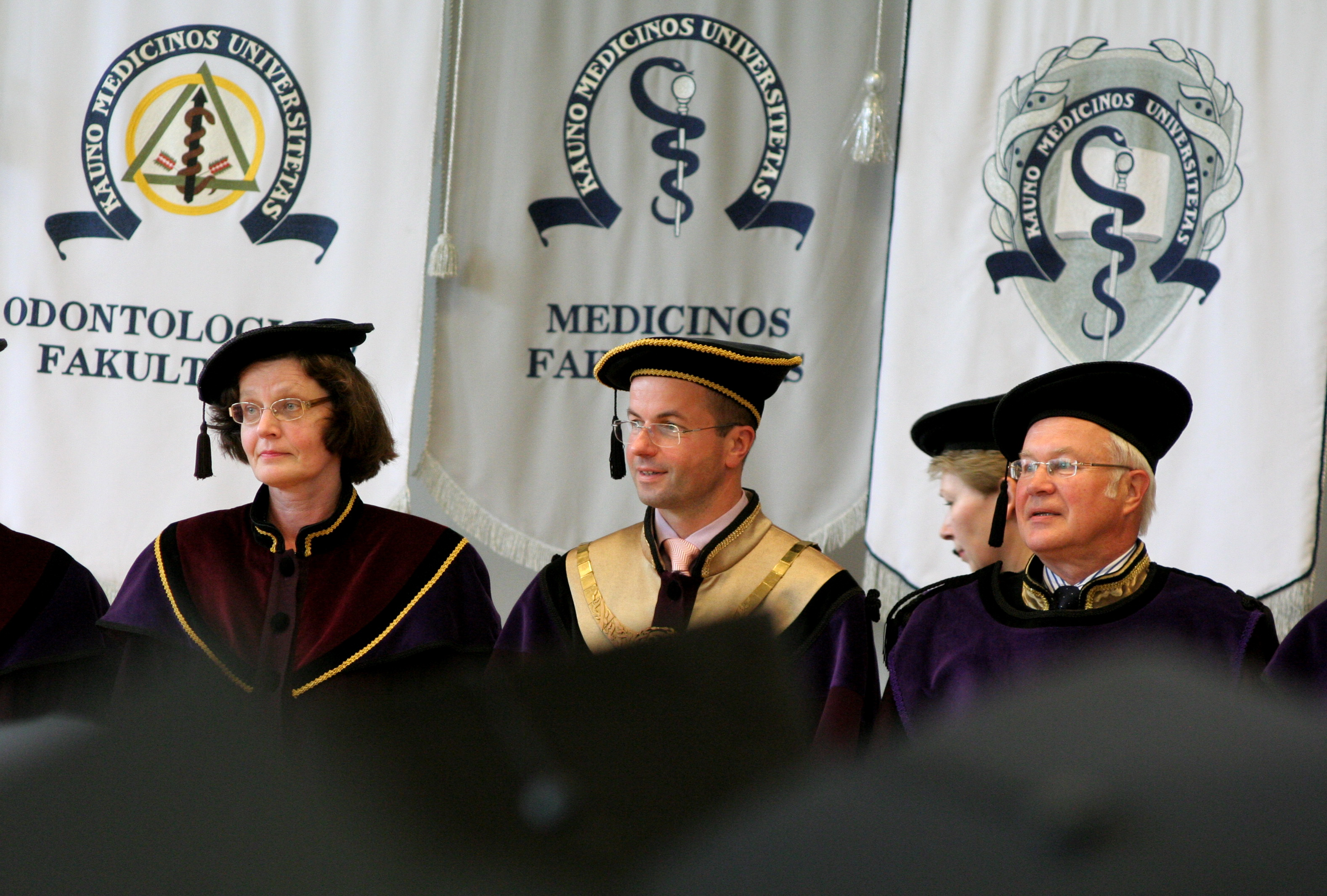
Den tidigare rektorn Remigijus Žaliūnas i mitten, 2009.
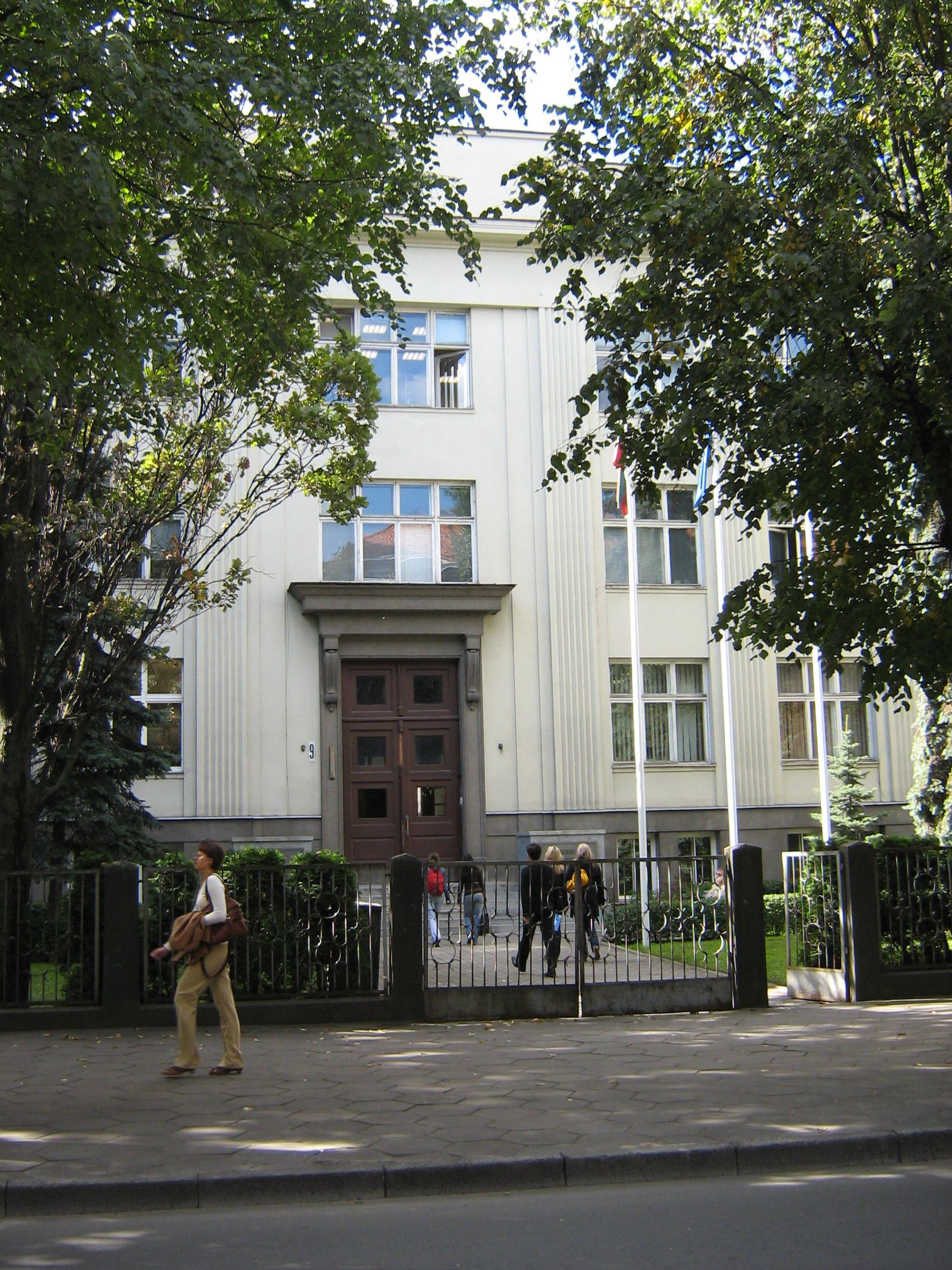
En annan bild av medicinska akademins huvudbyggnad.